# Lipnik (Petite-Pologne)
Pour les articles homonymes, voir Lipnik.
Lipnik est une localité polonaise de la gmina de Wiśniowa, située dans le powiat de Myślenice en voïvodie de Petite-Pologne.